# Río Cacho
Río Cacho är en ort i Mexiko. Den är belägen i kommunen Santa María Peñoles och delstaten Oaxaca, i den sydöstra delen av landet, 300 km sydost om huvudstaden Mexico City. Río Cacho ligger 2 078 meter över havet och antalet invånare är 441.
Terrängen runt Río Cacho är kuperad. Runt Río Cacho är det ganska glesbefolkat, med 32 invånare per kvadratkilometer. Närmaste större samhälle är San Felipe Tejalápam, 15,7 km öster om Río Cacho. I omgivningarna runt Río Cacho växer i huvudsak blandskog.
Årsmedeltemperaturen i trakten är 15 °C. Den varmaste månaden är april, då medeltemperaturen är 20 °C, och den kallaste är september, med 10 °C. Genomsnittlig årsnederbörd är 1 921 millimeter. Den regnigaste månaden är september, med i genomsnitt 328 mm nederbörd, och den torraste är februari, med 36 mm nederbörd.